# RTR Sport
РТР-Спорт
 (janvier 2025).
Si vous disposez d'ouvrages ou d'articles de référence ou si vous connaissez des sites web de qualité traitant du thème abordé ici, merci de compléter l'article en donnant les références utiles à sa vérifiabilité et en les liant à la section « Notes et références ».
RTR Sport (en russe : РТР-Спорт) était une chaîne de télévision thématique russe appartenant au groupe audiovisuel public VGTRK.

## Historique
Diffusée sur le réseau câblé depuis 2003 et sur plusieurs satellites (en Russie, Europe et Proche-Orient) depuis 2007, elle offrait une grille des programmes comparable à celle de la chaîne sportive paneuropéenne Eurosport.
Le 30 septembre 2009, le directeur de la VGTRK Oleg Dobrodeïev rendit public un plan visant à remplacer RTR Sport par une nouvelle chaîne orientée vers un public « Jeune et actif » à compter du mois de janvier 2010. Dans le même temps, les émissions de RTR Sport à destination de l'Europe et du Proche-Orient (auparavant diffusées sur le satellite Hot Bird) étaient stoppées.
Le 1er janvier 2010, la diffusion de RTR Sport était définitivement arrêtée au profit d'une nouvelle chaîne généraliste baptisée Rossiya 2.

## Description
Déclinaison sportive de la chaîne Telekanal Rossiya, RTR Sport émettait 24 heures sur 24, diffusant essentiellement des matchs (en direct et en différé), des retransmissions de grands événements sportifs en Russie ou à l'étranger et des chroniques traitant du monde du sport.